# Cimetière militaire britannique de Guillemont
Le Cimetière militaire britannique de Guillemont (Guillemont road cemetery)  est un cimetière militaire de la Première Guerre mondiale, situé sur le territoire de la commune de Guillemont, dans le département de la Somme, au nord de Péronne.

## Historique
Le village de Guillemont fut de 1914 à 1916, une position fortifiée par l'armée allemande. Au cours de la Bataille de la Somme, le 2e Royal Scots Fusiliers attaqua sans succès la position, le 30 juillet 1916. Le 8 août de la même année, la 55e division britannique (West Lancashire) échoua, elle aussi dans la prise de Guillemont. Ce fut le 3 septembre 1916 que la 20e division britannique et la 16e division irlandaise réussirent à s'emparer de la position allemande. Le village fut perdu en mars 1918, au cours de la Bataille du Kaiser et fut reconquis par les 18e et 38e divisions britanniques, le 29 août 1918.
Le cimetière britannique de Guillemont fut créé après le début de la bataille de Guillemont et fut utilisé jusque mars 1917. Il contenait 121 tombes. Après le 11 novembre 1918, on y a inhumé des corps de soldats provenant du champ de bataille des environs.

## Caractéristiques
Le cimetière britannique de Guillement est situé sur la route départementale 20 qui relie Montauban-de-Picardie à Guillemont, juste après le bois des Troncs. Il rassemble 2 265 corps dont : 2 259 Britanniques, 1 Canadien, 1 Terre-Neuvien, 1 Australien, 1 Sud-Africain et 2 Allemands. La plupart des soldats inhumés ici ont été tués entre juillet et septembre 1916. On y a transféré des corps provenant du cimetière militaire français d'Hardecourt-aux-Bois : 5 artilleurs britanniques tués en septembre 1916, 14 soldats du 9e Royal Fusiliers et 2 du Royal Sussex, tués en 1918.
Dans ce cimetière fut inhumé Raymond Asquith, l'un des fils d'Herbert Asquith, Premier ministre britannique de 1908 à 1916. A proximité repose Edward Wyndham Tennant, peintre et poète, qui fut lieutenant au 4e bataillon des Grenadier Guards à l'âge de 19 ans.

### Galerie

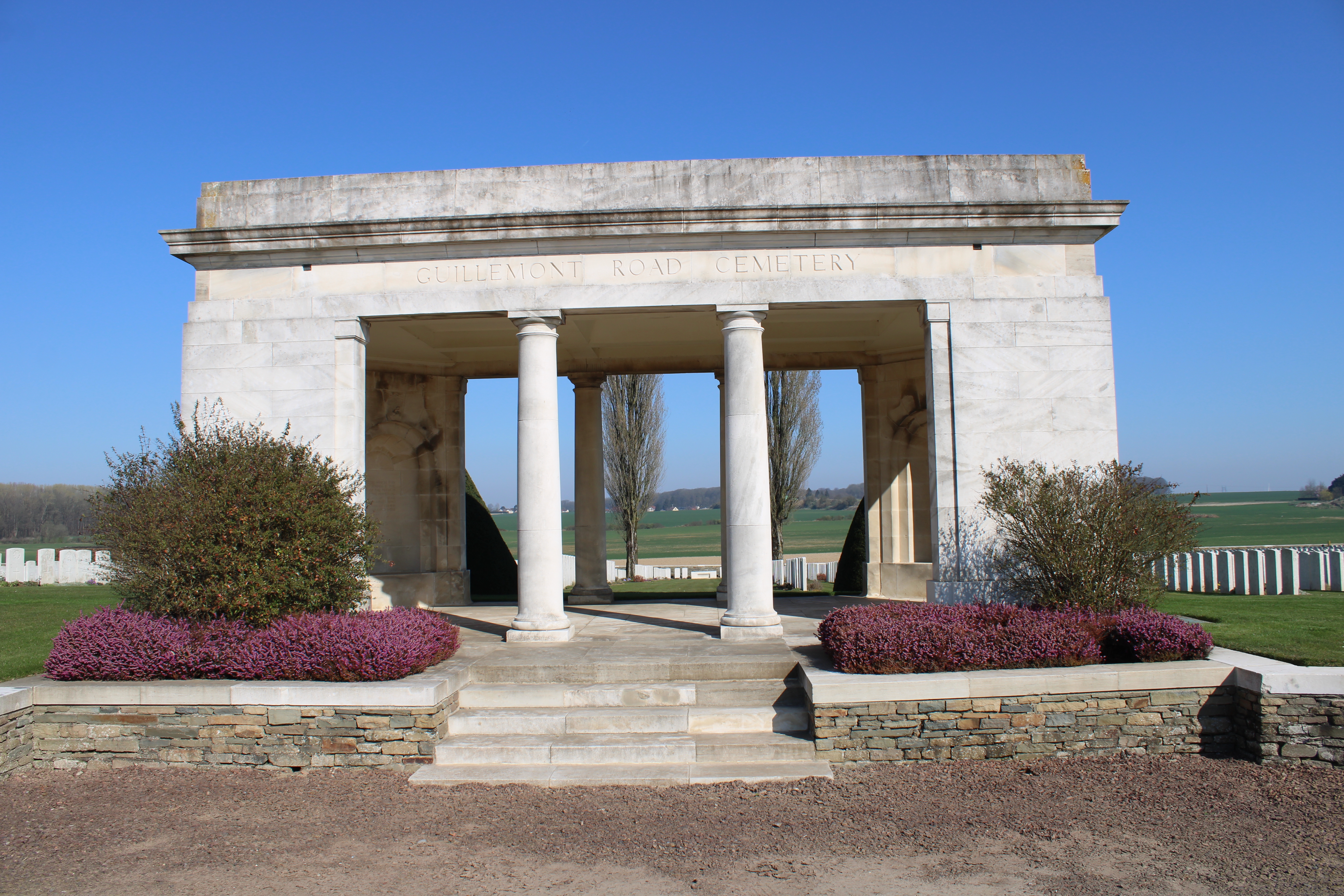
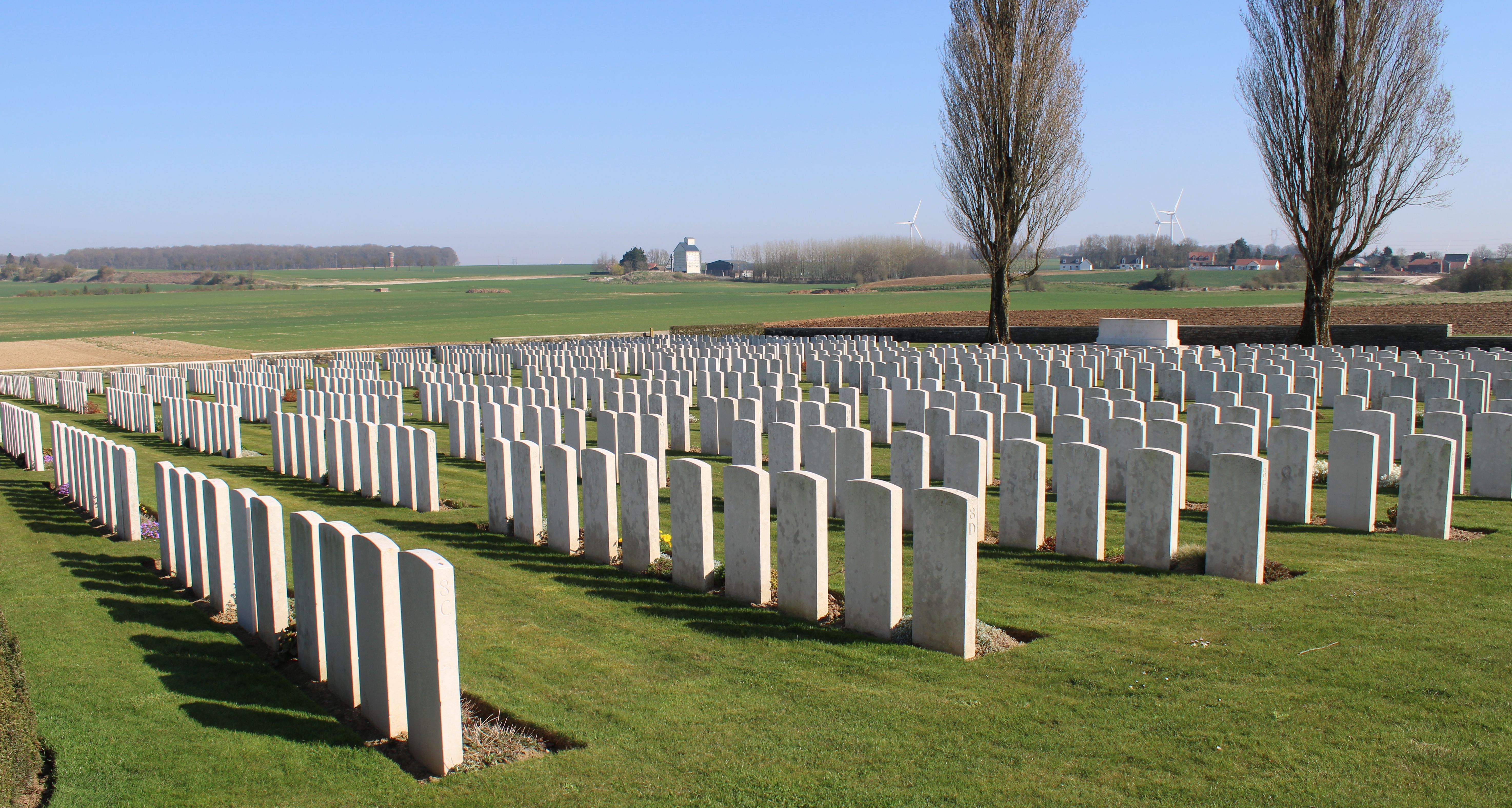
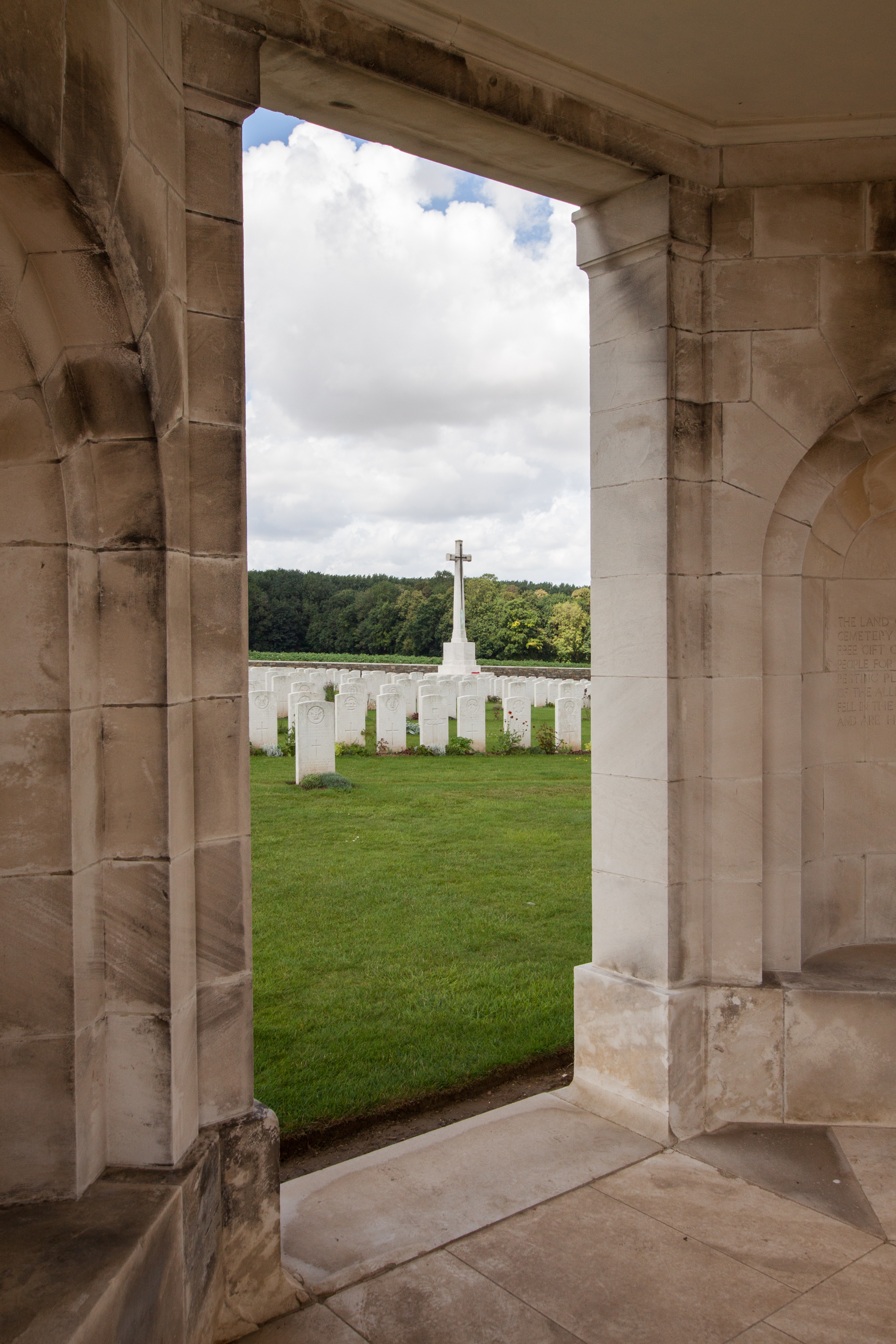
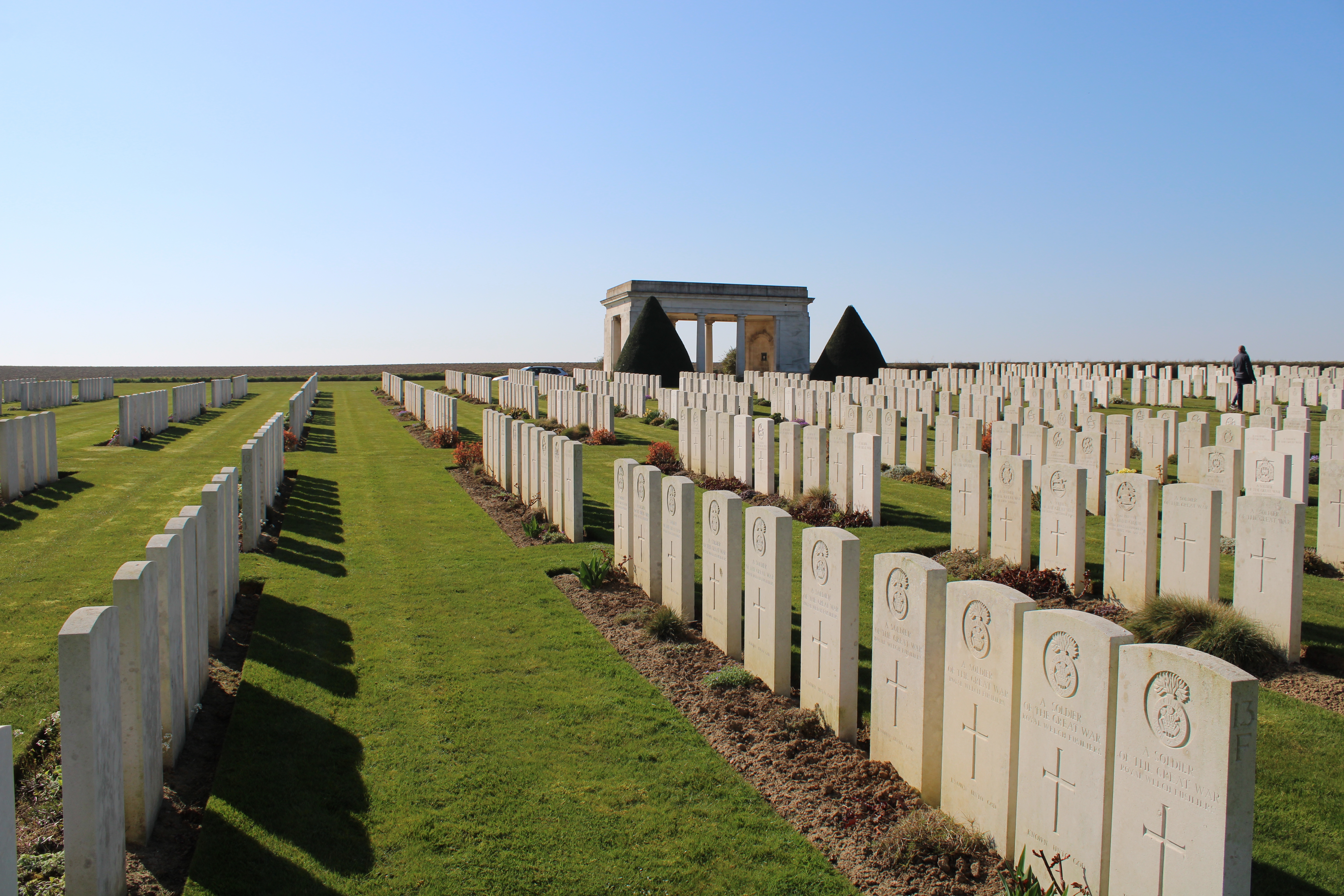
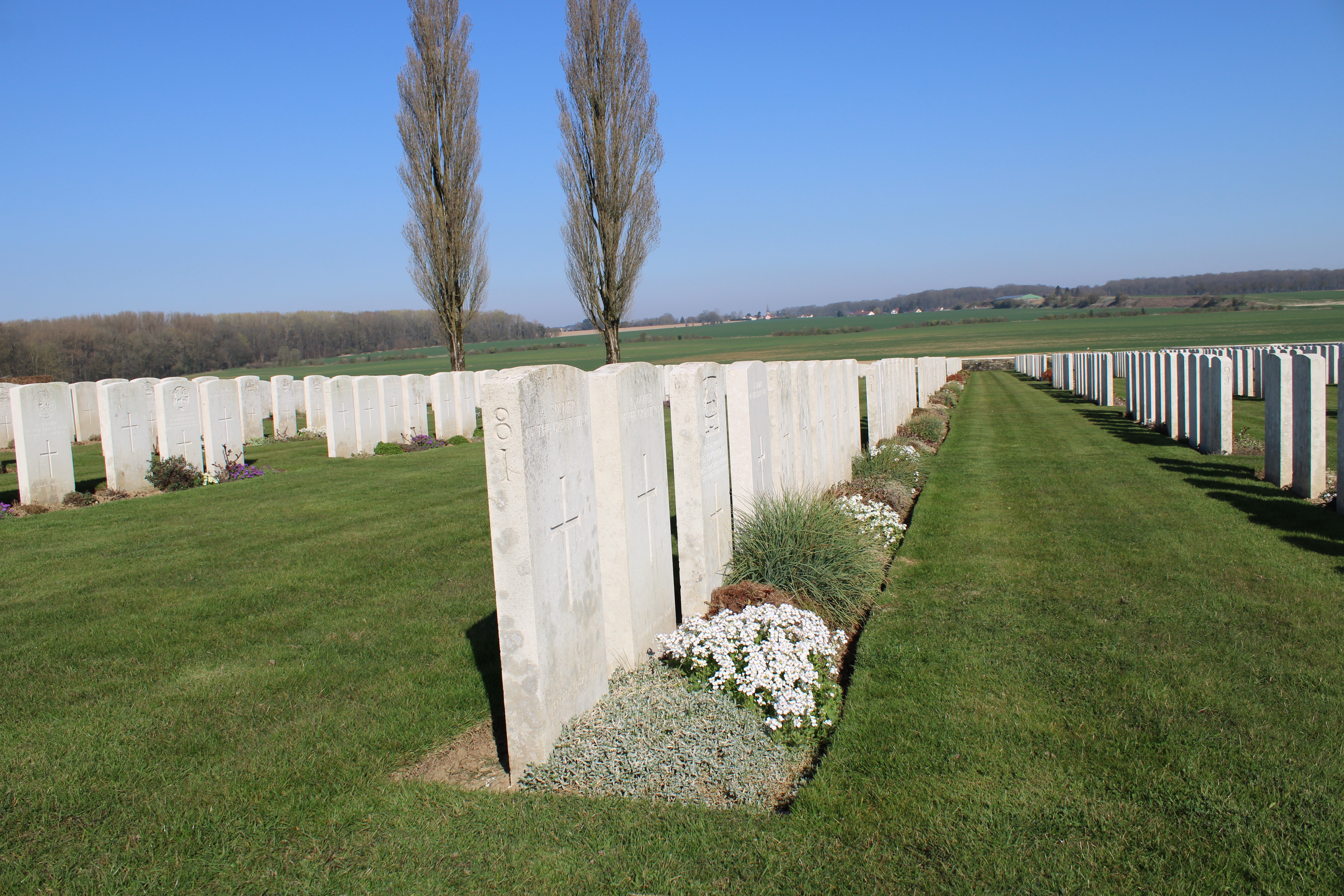
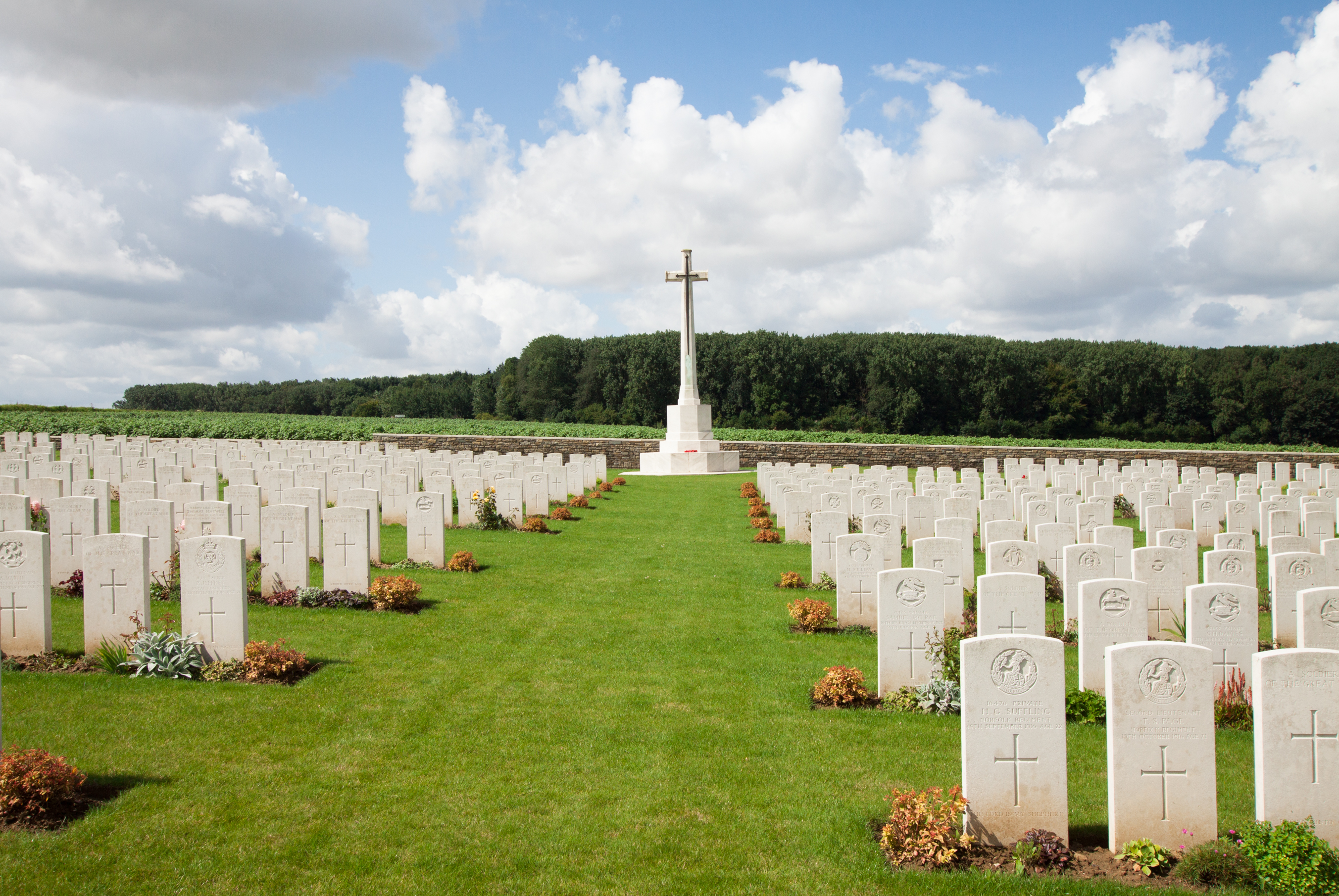

### Sépultures
| Pays           | Sépultures |
| -------------- | ---------- |
| Royaume-Uni    | 2263       |
| Australie      | 1          |
| Afrique du Sud | 1          |
| Canada         | 2          |
| Allemagne      | 1          |
| Total          | 2269       |